# Sernande
Sernande est une freguesia (« paroisse civile ») du Portugal, rattachée au concelho (« municipalité ») de Felgueiras et située dans le district de Porto et la région Nord.

## Organes de la paroisse
- L'assemblée de paroisse est présidée par Mário José Ribeiro Mesquita (groupe "PS").
- Le conseil de paroisse est présidé par Eugénio Sousa da Costa (groupe "PS").